# باتي درو
باتي درو (بالإنجليزية: Patti Drew) هي مغنية أمريكية، ولدت في 19 ديسمبر 1944 في تشارلستون في الولايات المتحدة.

## وصلات خارجية
- باتي درو على موقع ميوزك برينز (الإنجليزية)
- باتي درو على موقع أول ميوزيك (الإنجليزية)
- باتي درو على موقع ديسكوغز (الإنجليزية)